# 王硕 (足球运动员)
王硕（1979年1月23日—），中国足球运动员，司职前锋。
王硕曾经与队友邵佳一一起被北京国安派往德国接受训练。2001年球员摘牌会上，上海申花由于自己的目标胡云峰被拦截，转而选择了王硕，但是这一年他在申花没有出场任何正式比赛，次年即加盟甘肃天马。
2004年，他转会到陕西国力，不过在之后的比赛中由于暴力犯规、围攻裁判等行为与多名队友一起遭到中国足协处罚，结果这一系列事件也成为俱乐部瓦解的导火索。2005年，俱乐部被取消甲级联赛参赛资格，随即解散，王硕也就此告别了职业足坛。2012年，已经退役多年的王硕出现在了新组建的中乙球队北京亿通的球员名单里。